# Lahraouyine
Lahraouyine (arabiska: الهراويين) är en stadskommun i Marocko och den största staden i provinsen Médiouna som är en del av regionen Casablanca-Settat. Folkmängden uppgick till 64 821 invånare vid folkräkningen 2014.